# Jordi II de Saxònia-Meiningen
Jordi II de Saxònia-Meiningen (Meiningen 1826 - 1914). Fou un dels sobirans més brillant del petit ducat de Saxònia-Meiningen pel seu especial impuls de la cultura tant pel que fa al col·leccionisme com, i especialment, pel seu impuls de les arts escèniques convertint la petita ciutat de Meiningen en un centre teatral de primer ordre internacional.
El duc Jordi nasqué al Palau ducal de Meiningen l'any 1826 essent fill del duc Bernat II de Saxònia-Meiningen i de la princesa Maria de Hessen-Kassel. El duc era net per via paterna del duc Jordi I de Saxònia-Meiningen i de la princesa Lluïsa Elionor de Hohenlohe-Lagenburg i per via materna pertanyia a la secular casa de Hessen-Kassel.
Casat en tres ocasions, maridà en primeres núpcies a la princesa Carlota de Prússia que era neta del rei Frederic Guillem III de Prússia, en segona ocasió es casà amb la princesa Feodora de Hohenlohe-Lagenburg que era germanastra de la reina Victòria I del Regne Unit, i en tercera ocasió amb l'actriu creada baronessa Helena Franz. Amb les seves mullers tingué sis fills:
- SAR el duc Bernat III de Saxònia-Meiningen nascut a Meiningen el 1851 i mort a Berlín el 1928. Es casà amb la princesa Carlota de Prússia.

- SAR el príncep Jordi de Saxònia-Meiningen, nat a Meiningen el 1852 i mort el 1855.

- SAR la princesa Maria de Saxònia-Meiningen, nascuda a Meiningen el 1855 i morta el 1923.

- SAR el príncep Ernest de Saxònia-Meiningen, nat el 1859 a Meiningen i mort el 1941. Es casà amb la baronessa Caterina Jensen, creada baronessa von Saafeld.

- SAR el príncep Frederic de Saxònia-Meiningen, nat el 1861 a Meiningen i mort el 1914 al camp de batalla. Es casà amb la princesa Adelaida de Lippe-Biesterfeld.

- SAR el príncep Víctor de Saxònia-Meiningen, nat el 1865 i mort el mateix dia.

Al llarg de la seva vida, i tenint en compte que arribà al poder l'any 1882 en un moment polític en què la majoria de les decisions, per no dir la totalitat, que corresponien al petit ducat es prenien des de la cancelleria a Berlín, es dedicà a la potenciació de la cultura, i molt especialment de les arts escèniques.
Manà a construí el teatre de Meiningen, una magnífica obra arquitectònica, i recolzà l'obra del seu pare del qual es mostrà el seu màxim continuador respecte a la companyia de teatre que havia creat i que representà obres a Sant Petersburg, Berlín, París o Viena entre altres grans capitals europees.
Mort a les envistes de la Primera Guerra Mundial, l'any 1914, no veié ensorrar-se l'Imperi Alemany i en conseqüència el seu petit ducat saxó.